# Данвілл (Вірджинія)
Данвілл (англ. Danville) — незалежне місто в США,  в штаті Вірджинія. Населення — 42 590 осіб (2020).

## Географія
Данвілл розташований за координатами 36°35′0″ пн. ш. 79°24′29″ зх. д. / 36.58333° пн. ш. 79.40806° зх. д. ( 36.583334, -79.408071).  За даними Бюро перепису населення США в 2010 році місто мало площу 113,83 км², з яких 111,20 км² — суходіл та 2,63 км² — водойми.

### Клімат
| Клімат : Данвілл        | Клімат : Данвілл | Клімат : Данвілл | Клімат : Данвілл | Клімат : Данвілл | Клімат : Данвілл | Клімат : Данвілл | Клімат : Данвілл | Клімат : Данвілл | Клімат : Данвілл | Клімат : Данвілл | Клімат : Данвілл | Клімат : Данвілл | Клімат : Данвілл |
| Показник                | Січ.             | Лют.             | Бер.             | Квіт.            | Трав.            | Черв.            | Лип.             | Серп.            | Вер.             | Жовт.            | Лист.            | Груд.            | Рік              |
| Абсолютний максимум, °C | 26,7             | 29,4             | 32,8             | 35,0             | 38,3             | 40,6             | 40,6             | 41,7             | 40,6             | 37,8             | 30,0             | 27,2             | 41,7             |
| Середній максимум, °C   | 8,0              | 10,1             | 15,1             | 21,0             | 25,2             | 29,2             | 31,1             | 30,1             | 26,6             | 21,1             | 15,7             | 9,8              | 20,3             |
| Середній мінімум, °C    | −1,7             | −0,1             | 3,4              | 8,2              | 13,0             | 18,3             | 20,3             | 19,9             | 15,6             | 9,4              | 3,5              | −0,8             | 9,2              |
| Абсолютний мінімум, °C  | −20,6            | −16,7            | −12,8            | −6,7             | −1,7             | 4,4              | 10,0             | 7,8              | 1,7              | −5,6             | −11,7            | −18,3            | −20,6            |
| Норма опадів, мм        | 87               | 76               | 104              | 88               | 99               | 98               | 119              | 99               | 101              | 90               | 85               | 83               | 1129             |
| ----------------------- | ---------------- | ---------------- | ---------------- | ---------------- | ---------------- | ---------------- | ---------------- | ---------------- | ---------------- | ---------------- | ---------------- | ---------------- | ---------------- |
| Джерело: NOAA           |                  |                  |                  |                  |                  |                  |                  |                  |                  |                  |                  |                  |                  |

## Демографія
Згідно з переписом 2010 року, у місті мешкало 43 055 осіб у 18 831 домогосподарстві у складі 11 082 родин. Густота населення становила 378 осіб/км².  Було 22438 помешкань (197/км²). 
Расовий склад населення:
| - 48,3 % — чорних або афроамериканців - 47,7 % — білих - 0,9 % — азіатів - 0,2 % — корінних американців - 1,5 % — осіб інших рас |

До двох чи більше рас належало 1,3 %. Іспаномовні складали 2,9 % від усіх жителів.
За віковим діапазоном населення розподілялося таким чином: 21,5 % — особи молодші 18 років, 59,4 % — особи у віці 18—64 років, 19,1 % — особи у віці 65 років та старші. Медіана віку мешканця становила 42,6 року. На 100 осіб жіночої статі у місті припадало 83,8 чоловіків;  на 100 жінок у віці від 18 років та старших — 79,4 чоловіків також старших 18 років.
Середній дохід на одне домашнє господарство  становив 47 723 долари США (медіана — 32 315), а середній дохід на одну сім'ю — 59 358 доларів (медіана — 42 656). Медіана доходів становила 39 824 долари для чоловіків та 31 810 доларів для жінок. За межею бідності перебувало 23,7 % осіб, у тому числі 36,0 % дітей у віці до 18 років та 13,5 % осіб у віці 65 років та старших.
Цивільне працевлаштоване населення становило 16 682 особи. Основні галузі зайнятості: освіта, охорона здоров'я та соціальна допомога — 29,4 %, виробництво — 15,1 %, роздрібна торгівля — 12,7 %.